# Tanja (Walross)

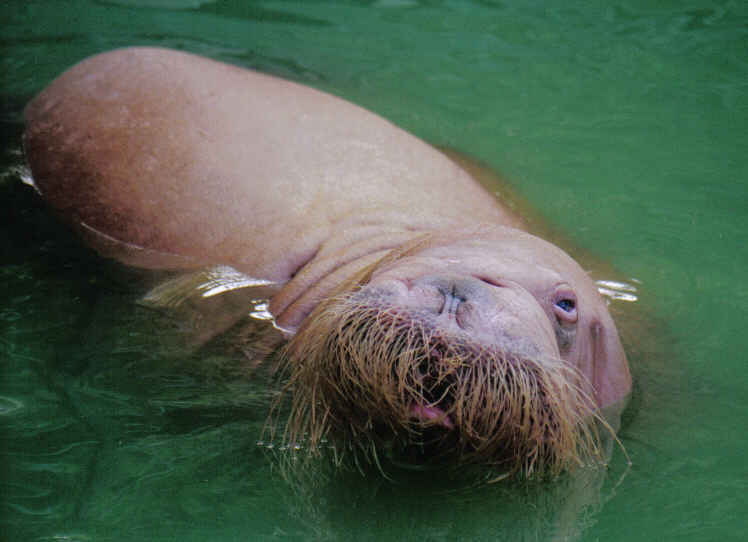
Tanja im Sommer 2006

Tanja (* ca. 1974; † 16. Februar 2007 in Hannover) war ein weibliches Walross (Odobenus rosmarus), das im hannoverschen Zoo lebte und zu den Publikumslieblingen zählte. 

## Leben
Tanja wurde als Jungtier im September 1974 vor der russischen Wrangelinsel im Arktischen Ozean gefangen. Zu dieser Zeit gab es noch kaum Erfahrungen in der Aufzucht von Walross-Kälbern. Am 28. September gelangte sie mit einem Gewicht von 98 kg nach Hannover, wo sie gemeinsam mit dem zweiten wild gefangenen Jungtier Boris (105 kg) aufwuchs. Da Walrosse bis zu sechs Monate gestillt werden und bis zu drei Jahre beim Muttertier bleiben, wurden beide Tiere mit einer Spezialdiät aus filetierten Heringen, Schlagsahne, Milchpulver, rohen Eiern, Lebertran, Salzen und Vitaminen aufgezogen. Anfang 1975 hatte sich ihr Gewicht bereits verdoppelt und im Erwachsenenalter sollte die Tagesration zwischen 30 und 40 kg Fisch betragen. Obwohl die Walrosse einander sehr zugetan gewesen sein sollen und sich paarten, war die Bemühung, auf natürlichem Weg Zuchterfolge zu erzielen, vergebens.
Das männliche Tier Boris verstarb im Jahr 1999 an Herzversagen, während Tanjas Gesundheitszustand trotz einer im Alter auftretenden Blindheit und Schwerhörigkeit als „recht gut“ bewertet wurde. Ein bis zwei Wochen vor ihrem Tod stellte sich bei dem Walross Appetitlosigkeit ein und es zog sich ins Wasser zurück, was auf Schmerzen und Krämpfe zurückgeführt wurde. Damit gingen Apathie und ein starker Gewichtsverlust einher, woraufhin Tanja von den üblichen 1000 kg Gewicht auf 576 kg abmagerte. Da sich trotz Verabreichung von Medikamenten der Zustand des Tiers nur kurzfristig besserte, entschieden die Zootierärzte, das Walross einzuschläfern. Der Kadaver wurde zur Untersuchung an die Pathologie der Tierärztlichen Hochschule Hannover übergeben.
Nachdem ihre bekannte, etwa zwei Jahre jüngere Artgenossin Antje 2003 im Tierpark Hagenbeck in Hamburg gestorben war, war Tanja bis zu ihrem Tod 2007 das einzige Walross, das in einem deutschen Zoo lebte. Erst 2012 kamen wieder Walrosse nach Hamburg, die auch bald für Nachwuchs sorgten.